# Бабеке
Бабеке (каз. Бабеке) — упразднённое село в Уалихановском районе Северо-Казахстанской области Казахстана. Входило в состав Кайратского сельского округа.

## Население
По данным переписи 1999 года в селе проживало 345 человек (171 мужчина и 174 женщины).